# 88式鋼盔

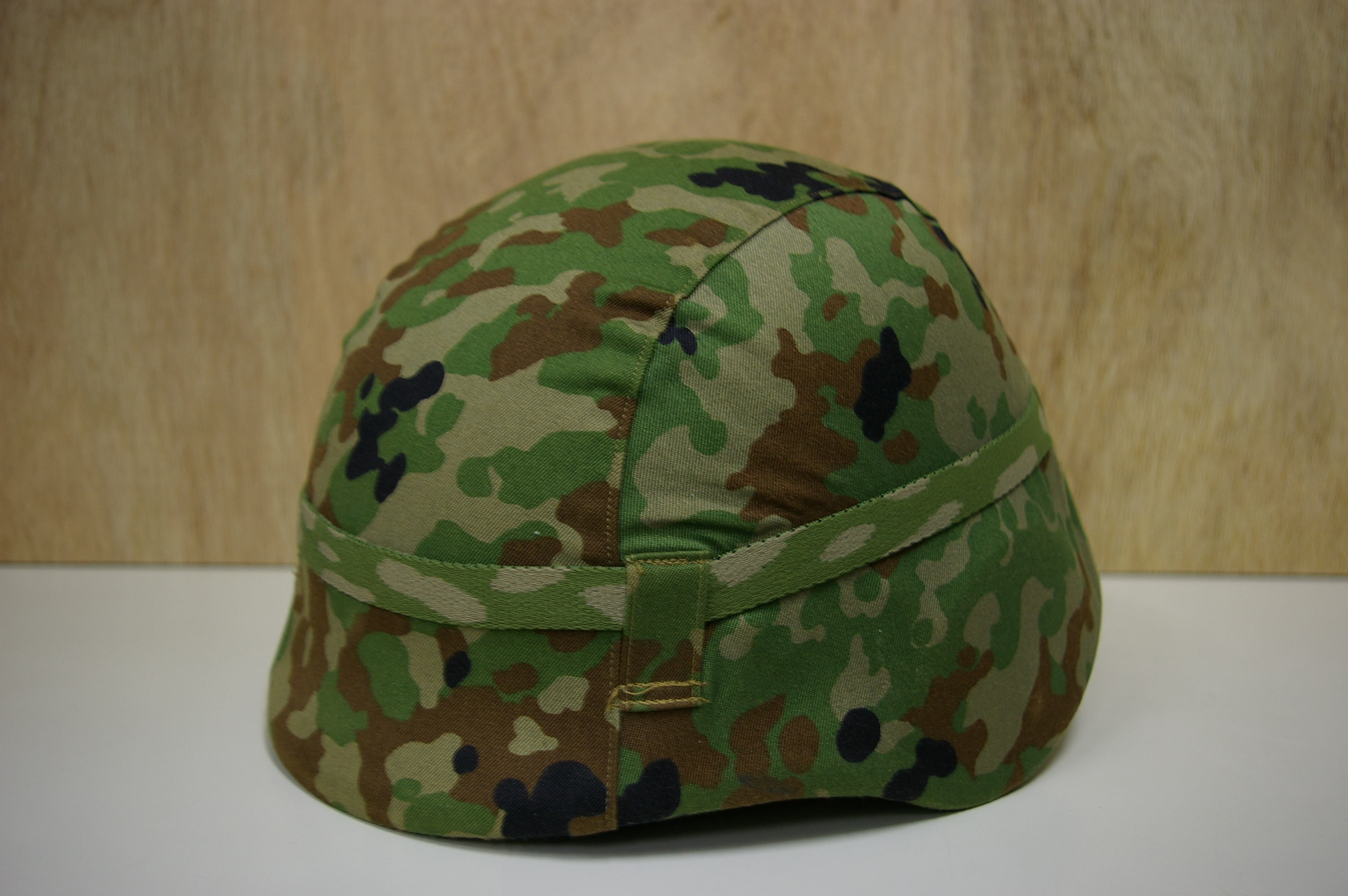
88式鋼盔

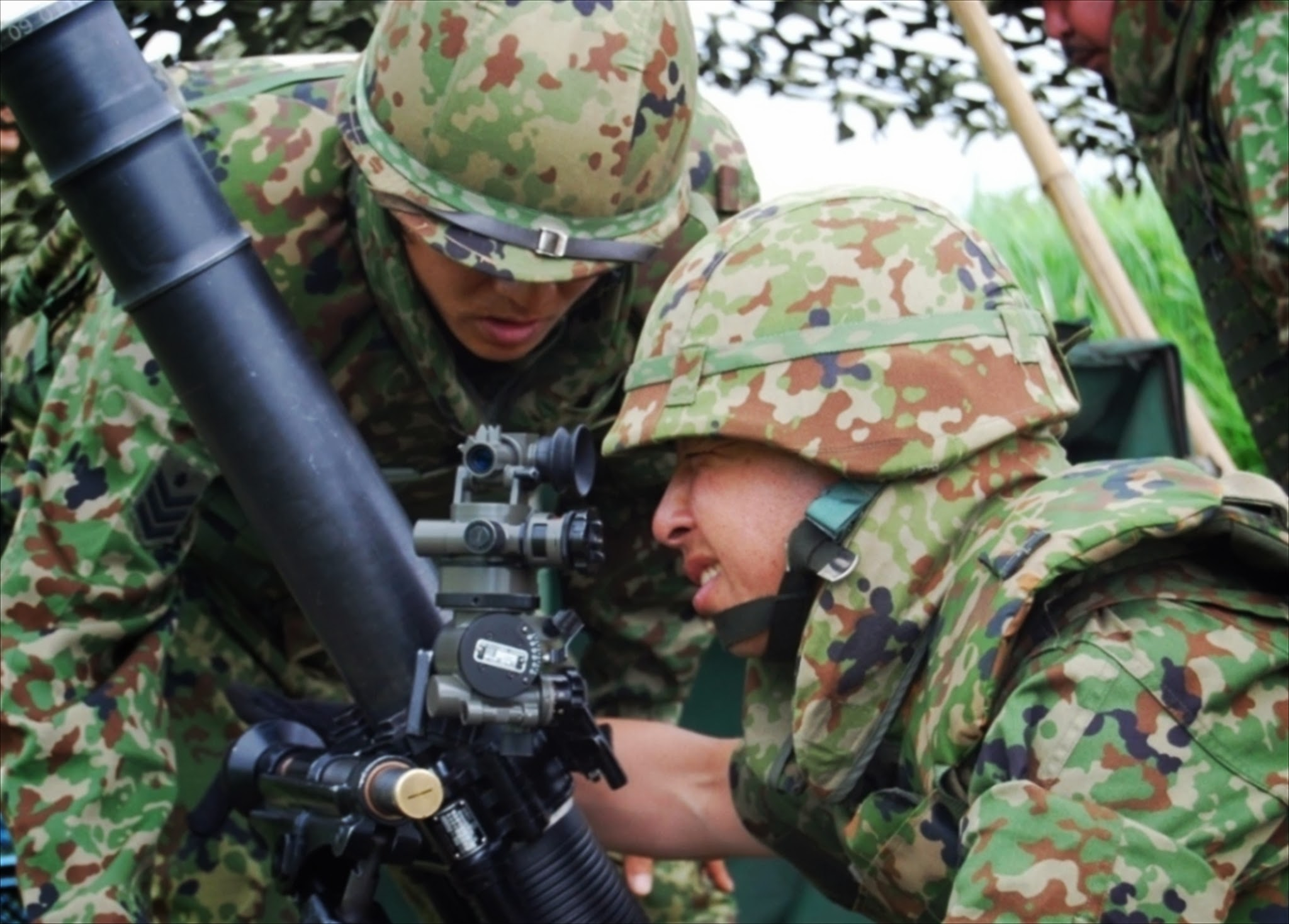
佩戴88式鋼盔（右下）及66式鋼盔（左上）的日本陸上自衛隊隊員

88式鋼盔（日語：88式鉄帽）是日本自衛隊使用的頭盔，海上保安廳、警察也有使用。
88式鋼盔是66式鋼盔的後繼品，1978年開始由技術研究本部開發，1988年列裝。使用防彈複合纖維打造，可以防護155mm以下炮彈的破片打擊，並且比66式輕便，並改善了使用豐和64式7.62毫米自動步槍時會被鋼盔擋到瞄準線的問題，自衛隊對其非常滿意，所以短時間內就大量裝備。
90年代後開始廣泛配備單兵夜視鏡JGVS-V8，也和88式鋼盔相容可以掛載，之後航空自衛隊、海上自衛隊、基地警備隊也逐漸採用88式。
2022年俄羅斯入侵烏克蘭期間，日本政府向烏克蘭軍隊捐贈了一些88式鋼盔。